# Lachs-Reizker
Der Lachs-Reizker (Lactarius salmonicolor) ist eine Pilzart aus der Familie der Täublingsverwandten (Russulaceae). Er ist ein blass bis kräftig lachsorangefarbener Reizker ohne Grüntöne und ein obligater Mykorrhizapilz der Weißtanne.

## Merkmale

### Makroskopische Merkmale
Der Hut des Lachs-Reizkers ist 6–12 cm, selten bis zu 15 cm breit. Er ist zunächst gewölbt (konvex) mit eingedrückter Mitte, wird aber später zunehmend trichterförmig. Die Hutfarbe ist beim jungen Pilz kräftig orangefarben, später verblasst sie zu einem helleren Lachsorange oder Lachsgelb, es erscheinen allenfalls unauffällig zart blassgrüne Töne auf dem Hut. Auffällig sind die konzentrischen Ringe auf der Hutoberfläche. Die Huthaut ist trocken matt und feucht glänzend und schmierig bis schleimig. Der Hutrand ist glatt und bleibt lange Zeit eingebogen.
Die Lamellen wirken etwas blasser als der Hut, besitzen aber in etwa den gleichen Farbton. Sie sind breit am Stiel angewachsen und laufen im Alter etwas daran herab. Sie sind nur spärlich gegabelt, aber in Stielnähe bisweilen queradrig verbunden. Die Lamellenschneiden sind glatt und die Farbe des Sporenpulvers weiß.
Der zylindrische Stiel ist 3–7 cm lang und 1–2,5 cm breit. Er sitzt mittig am Hut an, ist gerade und hohl. Zur Basis hin kann er bisweilen etwas keulig erweitert oder verjüngt sein. Auffällig sind die grubig erscheinenden Stellen („Wasserflecken“ oder „Stielgruben“) zumeist im unteren Stielbereich.
Das Fleisch ist – wie für die gesamte Gattung typisch – recht spröde und bricht leicht. Es ist anfangs weißlich und verfärbt sich im Schnitt rasch orange und ist nach 30–60 Minuten weinbraun gefärbt. Der Geruch ist angenehm obstartig bis leicht seifenartig. Der Geschmack ist mehr oder weniger mild bis bitterlich oder harzig und adstringierend. Die Milch ist orange und verfärbt sich innerhalb von 10 Minuten weinbraun, sie wird aber niemals grünlich.

### Mikroskopische Merkmale
Die Sporen sind rundlich bis elliptisch, 8,2–10,4 µm lang und 6,7–8,7 µm breit. Der Q-Wert (Quotient aus Sporenlänge und -breite) beträgt 1,1–1,3. Nur selten sind die Sporen breit elliptisch und haben dann einen Q-Wert von bis zu 1,5. Das Sporenornament wird bis zu 0,5 µm hoch und besteht aus mehreren, teilweise verlängerten Warzen und Graten, die nur teilweise netzartig verbunden sind. Der Hilarfleck ist groß und deutlich sichtbar. Die Basidien sind zylindrisch bis leicht keulenförmig, 47–60 µm lang und 10–12 µm breit und enthalten oft Öltröpfchen. Sie tragen je vier 3–7 µm lange Sterigmen.
Die zahlreichen Pleuromakrozystiden sind auffällig und ragen aus dem Hyphenverband heraus. Sie sind zylindrisch, spindelig oder pfriemförmig und an der Spitze häufig perlschnurartig geformt. Sie messen 30–75 × 4–8 µm. Die Lamellenschneiden sind steril, tragen aber zahlreiche Cheilomakrozystiden. Diese sind 40–50 µm lang und 6–9 µm breit und spindelförmig bis pfriemförmig. Die ebenfalls zahlreichen Parazystiden, das sind sterile Hyphen an der Lamellenschneide, sind zylindrisch oder wellig bis spindelförmig. Sie sind 18–22 µm lang und 4–6 µm breit.
Die Huthaut ist eine 350 µm breite Ixocutis und besteht aus mehr oder weniger parallel liegenden, teilweise aufsteigenden, 1–7 µm breiten Hyphen und Hyphenfragmenten, die in eine gelatinisierte Matrix eingebunden sind.

## Artabgrenzung
Der Lachs-Reizker ist allein schon durch seinen Standort bei Tannen leicht von anderen Reizkern zu unterscheiden. Recht ähnlich kann der Edel-Reizker (Lactarius deliciosus) sein. Auch er hat einen grubig gefleckten Stiel und einen gezonten Hut. Das Fleisch und die Milch des Echten Reizkers sind jedoch völlig mild und seine Milch verfärbt sich nicht weinbraun. Außerdem kommt er im Gegensatz zum Lachs-Reizker unter Kiefern vor.
Der ebenfalls ähnliche und viel häufigere Fichten-Reizker (Lactarius deterrimus) wächst unter Fichten. Sein Fleisch verfärbt sich ebenfalls weinbraun. Der Stiel des Fichten-Reizkers ist aber einfarbig und nicht grubig gefleckt. Im Unterschied zum Lachs-Reizker laufen die Fruchtkörper des Fichtenreizkers im Alter oder bei Verletzung spangrün an. Seine zunächst mild schmeckende Milch wird nach einiger Zeit bitter und verfärbt sich nach 30 Minuten rötlichviolett.

## Ökologie
Der Lachs-Reizker ist wie alle Milchlinge ein Mykorrhizapilz, der zumindest in Mitteleuropa nahezu ausschließlich mit Weißtannen eine Partnerschaft eingeht.
Da der Pilz seinem Wirt folgt, findet man den Reizker in Tannen-Buchen-, Buchen-Tannen- und Tannenwäldern. Gelegentlich kann man ihn auch an Waldwegen oder in Parkanlagen bei gepflanzten Tannen finden.
Der Lachs-Reizker mag frische, basen- und nährstoffreiche Böden. Man findet ihn daher über kalkhaltigen Mergeln, Tonböden und Sanden, aber auch über stärker basenhaltigem Ergussgestein wie Basalt, feldspatreichem Granit und Gneis. Im Gegensatz zum Fichten-Reizker bevorzugt er ausgewachsene bis alte Bäume. Man findet ihn daher selten in Jungpflanzungen, dafür umso häufiger in Wäldern mit mittelaltem bis älterem Baumbestand. Die Fruchtkörper erscheinen meist gesellig von Juli bis November.

## Verbreitung
Der Lachs-Reizker kommt in Europa und Nordafrika vor. Sein Verbreitungsgebiet entspricht im Wesentlichen dem karpato-alpischen Weißtannenareal. Daneben gibt es nur wenige Streufunde bei gepflanzten Tannen. Verbreitungsschwerpunkt ist der Alpenraum von Ostfrankreich über das deutsche Alpengebiet, Norditalien, die Schweiz, Österreich und Slowenien. Außerhalb der Alpen kommt der Reizker in den Vogesen, im Schwarzwald und im Französischen und Schweizer Jura vor. Außerdem findet man ihn von Tschechien bis zur Slowakei (Karpaten).
In Deutschland ist die Art insgesamt selten und kommt nur in Süddeutschland (Bayern, Baden-Württemberg) etwas häufiger vor, vereinzelt wurde er auch im Saarland und in Nordrhein-Westfalen gefunden. In Österreich ist die Art weit verbreitet. Recht häufig ist der Lachs-Reizker in der Schweiz. Nach dem Fichten-Reizker ist er dort der häufigste Reizker und einer der häufigsten Milchlinge.

## Bedeutung
Aufgrund seiner auch beim Kochen nicht ganz vergänglichen leichten Bitterkeit gilt der Lachs-Reizker zwar als essbar, aber nicht als guter Speisepilz.

## Etymologie
Das Epitheton salmonicolor ist lateinischen Ursprungs und bedeutet „lachsfarben“.